# Brad Wilkerson
Brad Wilkerson (n. 1 iunie 1977, Owensboro⁠(d), Kentucky, SUA) este un jucător de baseball ce a reprezentat Statele Unite ale Americii, medaliat olimpic. A participat la o ediție a Jocurilor Olimpice (2000) în care a câștigat o medalie de aur.

## Participări
Lista de mai jos prezintă principalele competiții la care a participat Brad Wilkerson de-a lungul carierei.
- Jocurile Olimpice de vară din 2000